# Taula (construcció talaiòtica)

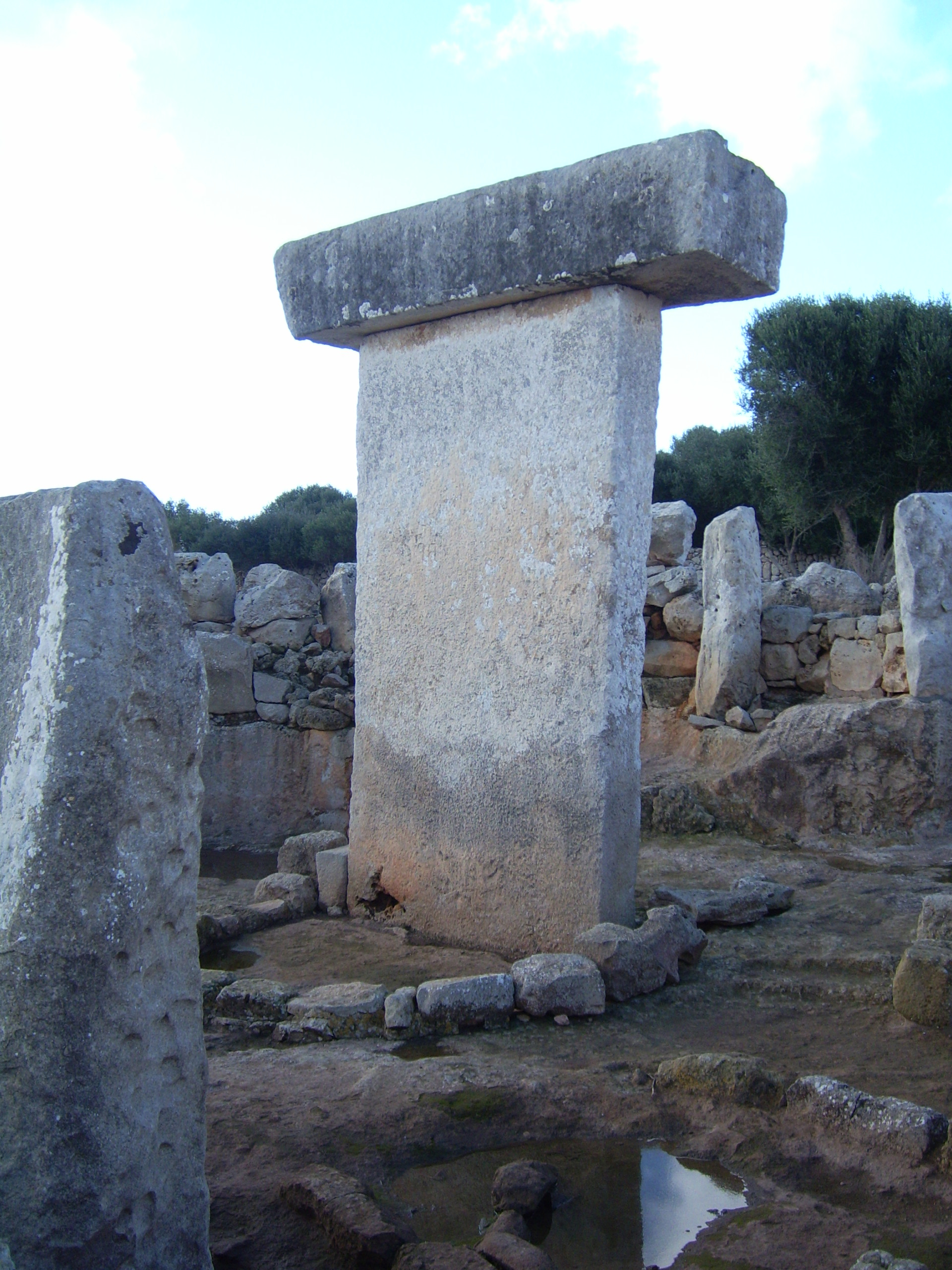
Taula de Torralba d'en Salort, Menorca. En primer terme s'aprecia al terra un semicercle format per pedres i que servia per a fer-hi fogueres

Una taula, en arqueologia, és un tipus de construcció de la cultura talaiòtica típica i exclusiva de l'illa de Menorca, que va estar en ús durant el talaiòtic final. El terme taula fa referència, en sentit estricte, a l'element central en forma de "T" d'un tipus d'edifici conegut com a recinte de taula. Aquest element central està construït amb dues lloses rectangulars de grans dimensions, que poden sobrepassar els quatre metres d'alçada. La llosa vertical rep el nom de pedra suport mentre que la superior, horitzontal, és la pedra capitell.

## Descripció de l'estructura

### El recinte de taula

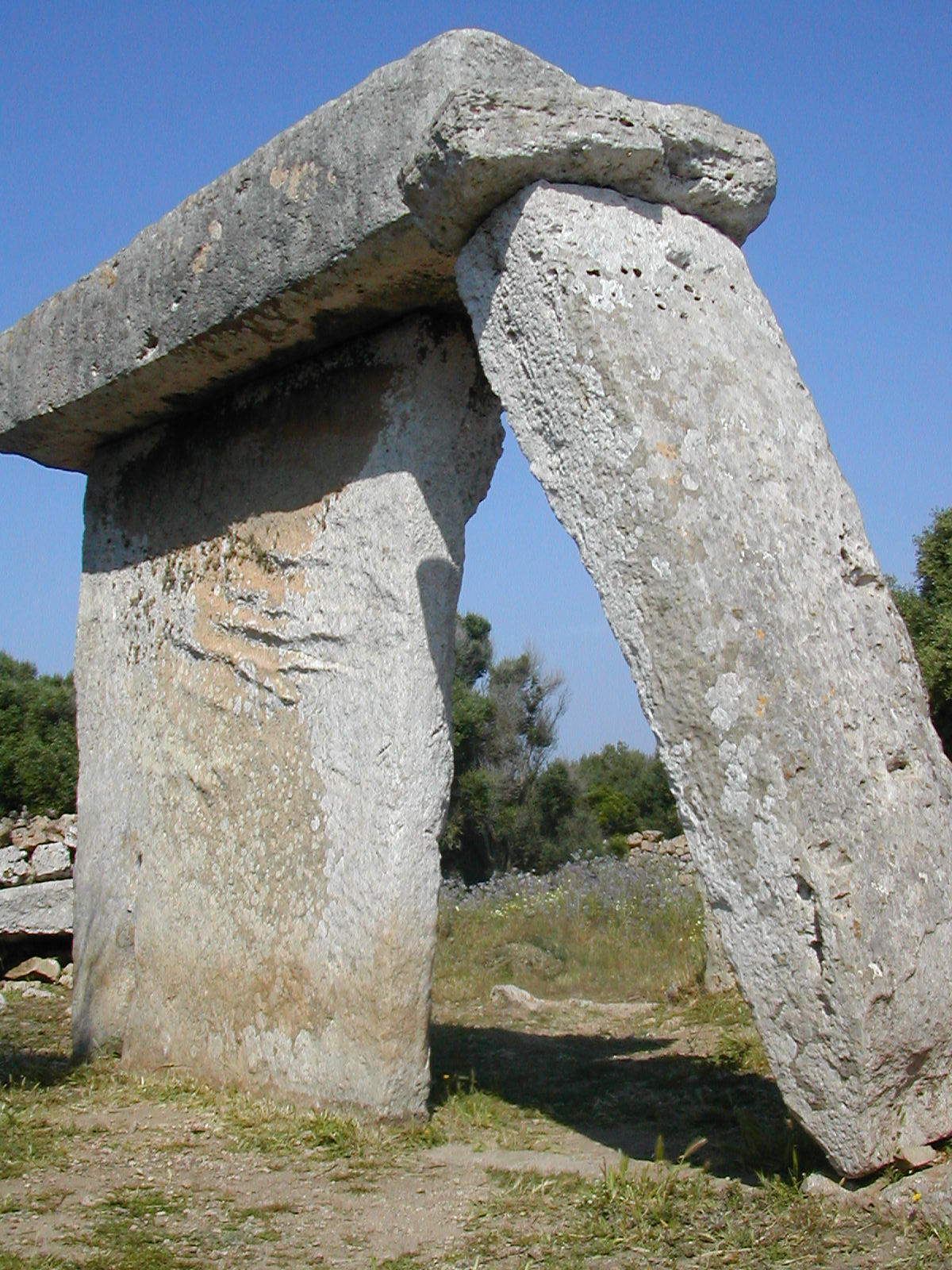
Taula de Talatí de Dalt. En algun moment indeterminat el pilar situat a la dreta de la taula va tombar, quedant recolzat a la pedra capitell de la taula i donant a aquest edifici un aspecte molt característic

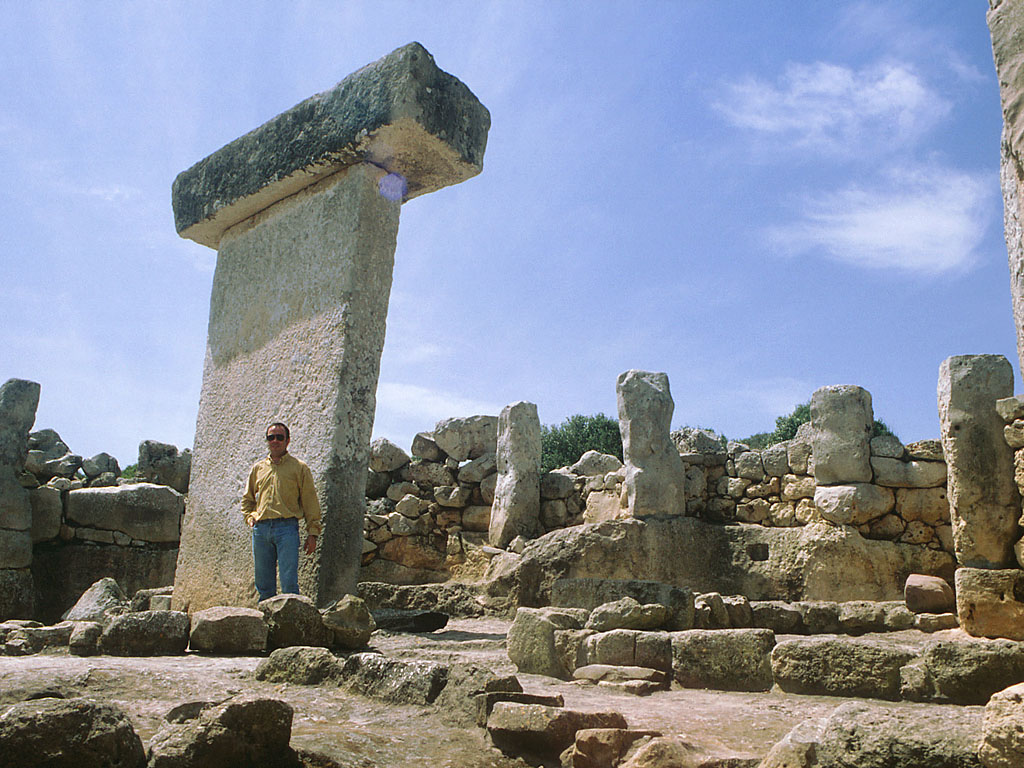
Detall del recinte de taula de Torralba. En darrer pla, s'observa el mur que tanca el recinte amb algunes pilastres adossades. Entre la segona i la tercera pilastres, comptant des de la dreta, s'observa clarament un nínxol quadrat excavat a la pedra que podria servir per a desar-hi objectes o ofrenes.

El recinte de taula és un edifici de planta absidal, amb una façana generalment còncava. Al mig de la façana s'hi obre l'únic accés de l'edifici. El mur perimetral, construït amb tècnica ciclòpia, és de doble parament i generalment en la cara exterior està constituït per grans lloses de pedra (ortostats) i a la cara interna per pedres de dimensions més reduïdes formant filades. En aquesta cara interna del mur perimetral cal destacar la presència de nínxols, interpretats com a llocs on dipositar ofrenes o representacions d'alguna divinitat. Al llarg del mur interior s'hi adossen tot un seguit de pilastres monolítiques. Els espais entre pilastres constitueixen allò que alguns investigadors han anomenat «capelles». Gairebé al centre, però lleugerament desplaçat cap al fons, es troba l'estructura de la taula pròpiament dita. A la dreta de la taula, en alguns casos, apareix un pilar monolític exempt.
Els recintes de taula constitueixen un tipus d'edifici que sembla mantenir un model força estandarditzat arreu del territori insular. Malgrat tot, es troben algunes diferències, sobretot amb relació a les dimensions del recinte, a la morfologia de la taula, etc.

### La taula pròpiament dita
Es tracta de l'element central del recinte i està format per dos grans pedres col·locades una sobre l'altre formant una "T". La pedra suport de la taula acostuma a presentar la cara frontal i les laterals molt treballades, mentre que la posterior té a vegades un sortint a manera de nervi central (una franja vertical al centre, més gruixuda, com a Sa Torreta de Tramuntana, les taules de Torralba o Son Catlar), que devia servir per ajudar a aguantar la llosa superior. Les taules sense aquest nervi tenen sovint la pedra suport trencada o esquerdada.
La pedra capitell de la taula acostuma a tenir el costat inferior de dimensions més reduïdes que el costat superior, donant forma a una mena de tronc de piràmide invertit. Freqüentment presenta un "rebaix" de forma rectangular a la cara de sota, que devia servir per assegurar-la a sobre de la pedra suport.

## Origen, cronologia i context cultural
Les excavacions fetes en aquest tipus d'edificis no han permès obtenir dades definitives pel que fa al seu moment de construcció. Alguns autors han relacionat l'origen d'aquests edificis amb els temples de l'illa de Malta, i proposen una cronologia de la segona meitat del II mil·lenni aC. A l'actualitat, però, l'opinió majoritària entre els investigadors situa la construcció dels recintes de taula a mitjans del primer mil·lenni aC., ja que les excavacions en aquests recintes no han proporcionat materials anteriors a aquestes dates.
Els recintes de taula s'enquadren, per tant, en el període anomenat talaiòtic final. En aquesta època, les comunitats humanes menorquines mantenen alguns dels trets culturals del període anterior, però es veuran influenciades per la cultura púnica, amb l'arribada de grans quantitats de productes (vi, atuells de ceràmica, metalls...) provinents de l'exterior. Molts d'aquests materials esdevindran possiblement béns de prestigi, que les elits locals utilitzaran per mostrar el seu estatus.
En alguns recintes de taula, com el de Torralba d'en Salort, s'hi van trobar materials arqueològics que evidencien que van estar en ús fins ben entrada la romanització.

## Els rituals documentats dins els recintes de taula
A la gran part dels poblats talaiòtics menorquins coneguts s'ha trobat un, i normalment només un, recinte de taula. Aquest sembla haver constituït l'element més important de l'àrea sagrada de cada poblat. Tots els autors estan d'acord, actualment, a l'hora d'atribuir a les taules una funció religiosa o d'alguna mena de culte o ritus cultual. Els murs presenten en alguns casos una mena de nínxols quadrats que podrien haver estat dedicats a desar ofrenes o potser imatges. A l'interior d'alguns dels recintes s'han trobat proves de focs mantinguts durant molt de temps.
Arqueològicament parlant s'han documentat tot un seguit de materials i elements dins dels recintes de taula que permeten conèixer alguns aspectes dels rituals que es realitzaven dins aquests edificis.
El primer que cal destacar és el foc. S'han documentat vàries llars situades dins d'aquests edificis, les quals sembla que servien per mantenir un foc de dimensions considerables. El foc és un element depuratiu i de regeneració que pot tenir un paper força important dins els rituals.

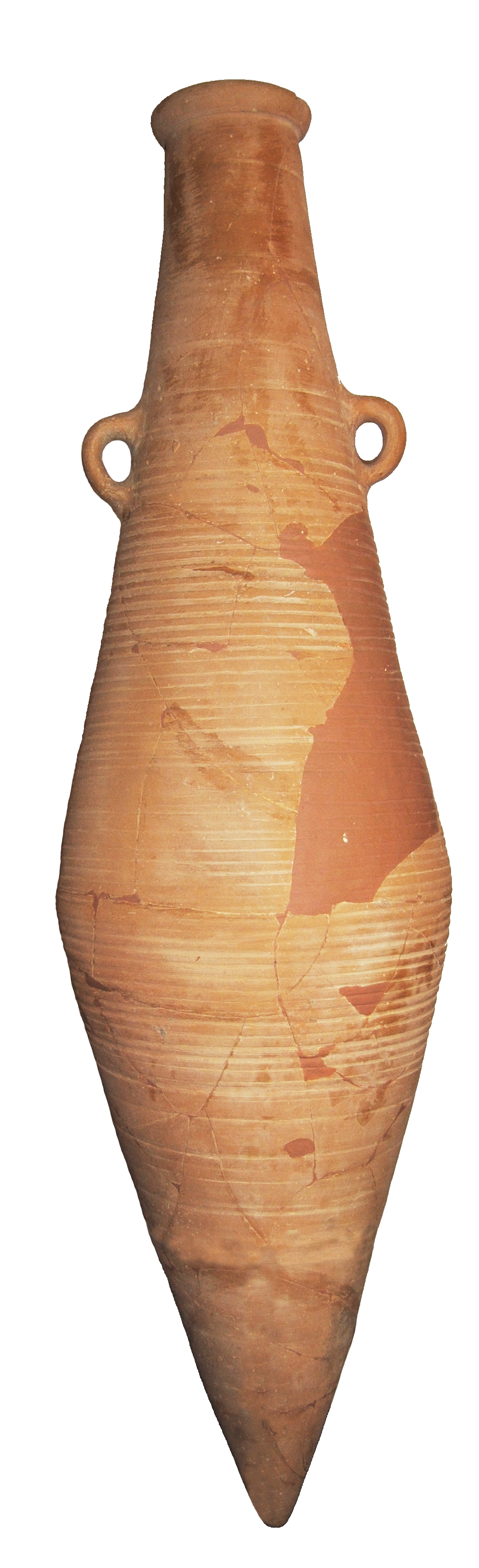
Àmfora púnica ebusitana que s'utilitzava per transportar vi. Se n'han trobat gran quantitat de restes a l'interior dels recintes de Taula. Museu de Menorca

Un segon element propi dels rituals és el vi. S'han trobat gran quantitat de restes d'àmfores (sobretot púniques ebusitanes) dins d'aquests recintes. Aquest beguda, per tant jugava possiblement un paper fonamental dins dels rituals. Es tracta d'un element importat que devia ser adaptat dins el culte per la població talaiòtica. El consum es devia fer durant el ritual, realitzant libacions utilitzant els vasos troncocònics talaiòtics i elements ceràmics importats.
Per acabar sembla segur que es sacrificaven i/o esquarteraven animals. Aquest fet podria estar relacionat amb els indicis evidents de banquets rituals. Tot i així cal assenyalar que les restes òssies documentades a dins dels recintes responen a les parts de menor valor alimentari.

### Objectes destacats trobats dins els recintes de taula

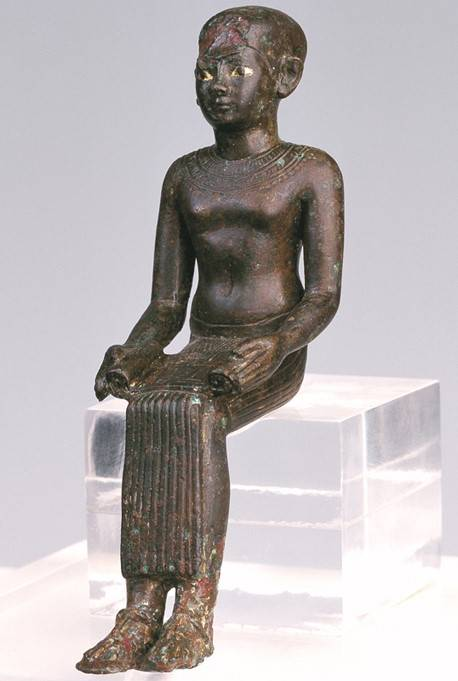
Figureta de bronze d'Imhotep trobada al recinte de Taula de Torre d'en Galmés (Alaior, Menorca). Museu de Menorca

Les excavacions arqueològiques realitzades a l'interior de diversos recintes de Taula han proporcionat diferents objectes cultuals destacats. Es tracta d'estatuetes de diferents divinitats, objectes rituals, etc. Amb relació a les estatuetes, s'han trobat petites figuretes de bronze, la gran majoria importades, que reflecteixen la possible adaptació de la religiositat talaiòtica a les influències d'altres cultures. Les més destacades són l’Imhotep documentat al Recinte de Torre d'en Galmés (es tracta de l'única figura d'aquestes característiques trobada en un context arqueològic fora d'Egipte) i el brauet documentat al recinte de Torralba d'en Salord.
Altres objectes importats, documentats en aquest recintes sagrats que tenen a veure amb els cultes realitzats al seu interior són els peveters amb rostre femení que solen representar a divinitats com Tannit o Demeter, trobats a Torralba, Biniparratx Petit, sa Torreta de Tramuntana, Son Catlar, etc.
Per acabar, cal mencionar la troballa de tres epígrafs amb tres teònims al Recinte de Taula de Són Catlar. Es tracta de tres inscripcions de caràcter local on apareixen les divinitats Baal (divinitat púnica), Caelestis (llatinització de Tannit) i Lacese (déu del Pleniluni).

## Hipòtesis sobre la forma original
Un dels temes no resolts a l'entorn d'aquesta mena d'edificis és el de la forma original. Segons alguns autors els recintes de taula serien edificis coberts, de manera que la taula funcionaria (sense obviar el seu caràcter simbòlic) com un pilar central que aguantaria una coberta construïda, possiblement, amb bigues de fusta i altres elements vegetals coberts de terra. Així, les pilastres adossades al mur perimetral de l'edifici tindrien un caràcter funcional, ja que servirien de suport per a les bigues del sostre. El primer investigador que va proposar aquesta hipòtesi va ser Émile Cartailhac, a finals del segle xix.
D'acord amb altres teories, els recintes de taula serien estructures descobertes, de manera que la taula tindria una funció exclusivament simbòlica. Avui dia, la majoria d'experts sosté que eren construccions sense sostre, tot i que alguns arqueòlegs difereixen, o admeten que en tot cas podria tractar-se d'una construcció només parcialment descoberta.
Els recintes de Taula que s'han excavat fins ara s'han realitzat seguint metodologia antiga i, per tant, han aportat informació parcial. Actualment hi ha en marxa, des de l'any 2015, una campanya d'excavacions al recinte de Taula de sa Cudia Cremada, la qual podrà aportar informació força valuosa al voltant d'aquest tema.

## Hipòtesis sobre la funció i simbologia

### Explicació popular sobre els recintes de taula
Les taules, per la monumentalitat, no van passar desapercebudes per als menorquins d'època històrica. Tradicionalment, en les llegendes n'atribuiïen la construcció a una raça de gegants que hauria habitat l'illa en temps remots. Les taules haurien constituït el lloc on aquests gegants celebraven els seus àpats. És d'aquesta explicació popular d'on prové el nom d'aquests elements.

### Seglexix. Primeres propostes científiques
Un dels primers autors que es va ocupar d'aquestes estructures va ser Joan Ramis i Ramis, a la seva obra Antigüedades célticas de la isla de Menorca, que és el primer llibre en castellà íntegrament dedicat a la prehistòria, publicat el 1818. Ramis considerava que les taules, dins de la seva interpretació cèltica de la prehistòria de Menorca, haurien estat altars on es practicaven sacrificis d'animals i persones. Val a dir que, tot i que Ramis és el primer que desenvolupa aquesta hipòtesi i busca dades que la sustentin, la interpretació de les taules com a llocs de sacrifici ja havia estat proposada per Joan Binimelis el 1593 i per John Armstrong el 1756 A l'actualitat, tenint en compte els troballes realitzades al llarg del segle XX a través de les excavacions arqueològiques, aquesta hipòtesi ja no es sustenta.
A final del segle xix, Émile Cartailhac porta a terme un estudi de les estructures ciclòpies de les illes Balears. En aquest treball planteja que les taules constituirien el pilar central d'un edifici (el recinte de taula) i que haurien servit per tant per sustentar la coberta.

### Primera meitat del segle XX
La proposta d'Émile Cartailhac va tenir seguiment en diversos àmbits, incloent-hi el món anglosaxó, però aviat van sorgir altres teories que destacaven el caràcter simbòlic i ritual de les taules i intentaven refutar la seva interpretació com el pilar central d'un edifici.
Una de les teories que es van proposar per explicar la funció de les taules a principi del segle xx fou la d'Antoni Vives i Escudero, segons la qual aquests elements servien per a descarnar 
cadàvers humans abans d'enterrar-los. D'acord amb aquesta proposta, els difunts es dipositarien al capdamunt de la taula, per tal que els ocells i els insectes devoressin els teixits tous del cadàver. Un cop que només en quedés l'esquelet, aquest es dipositaria a les coves funeràries o en altres indrets d'inhumació. Les excavacions realitzades en recintes de taula no han proporcionat proves que permetin recolzar aquesta hipòtesi, que no apareix a les publicacions més recents sobre aquest tipus d'edificis.
Margaret Murray, sobre la base dels resultats de les seves excavacions a Trepucó i Sa Torreta de Tramuntana als anys trenta, rebutja totalment la hipòtesi de Cartailhac. Murray proposa que la taula és un element purament simbòlic, que representa a la divinitat principal dels menorquins d'època talaiòtica. Descarta també, per tant, les teories que identifiquen les taules com a altars de sacrificis i com a llocs de descarnament de cadàvers. El punt de vista d'aquesta investigadora ha estat aquell que ha prevalgut, majoritàriament, entre els arqueòlegs posteriors.
Segons Waldemar Fenn, que es va ocupar del tema durant els anys quaranta, la planta dels recintes de taula seria una representació de certs fenòmens astronòmics observats pels menorquins prehistòrics. Així, l'absis arrodonit, i generalment orientat cap al nord, representaria la rotació de l'espai celeste al voltant de l'estrella polar. La façana còncava, que mira generalment cap al sud, representaria l'arc que descriu el sol en el seu recorregut diari. Fenn anomena als recintes de taula “templos núricos”, seguint la terminologia que utilitzava Margaret Murray per referir-se a allò que avui coneixem com a cultura talaiòtica.
Així mateix, Fenn considerava que s'havia de descartar que les taules constitueixin el pilar central per suportar la coberta dels recintes de taula, com havia proposat Émile Cartailhac i que han de tenir una altra funció, bàsicament simbòlica. Així, Fenn considera que la llosa superior de la taula, disposada horitzontalment, representaria la pròpia illa de Menorca. Segons ell, l'illa sembla sorgir abruptament de les profunditats marines, fet que estaria representat per la pedra vertical que suporta la llosa horitzontal.
Per altra banda, la disposició de certs elements dins dels recintes de taula, que segons Fenn no encaixa amb els moviments del sol, el porta a considerar que a l'època de construcció de les taules hauria existit a Menorca un culte lunar. Tot i que els recintes de taula han estat objecte d'altres interpretacions aerqueoastronòmiques al llarg del segle xx, les hipòtesis concretes de Fenn no semblen haver tingut continuïtat.

### Segona meitat del segle XX
Als anys seixanta, Josep Mascaró Pasarius planteja que la taula es una representació estilitzada d'un cap d'un brau i, per tant, que es relaciona amb el culte a aquest animal per part de les comunitats talaiòtiques menorquines. De forma gairebé sincrònica, Giovanni Lilliu proposa que la taula és la representació esquemàtica d'una divinitat antropomòrfica.
Durant la darrera dècada del segle xx, Peter Hochsieder i Doris Knösel van publicar un treball que va posar de nou sobre la taula la interpretació arqueoastronòmica dels recintes de taula. Aquests autors detecten algunes orientacions cap a determinats estels d'alguns dels elements dels recintes de taula, que els porten a plantejar un possible culte astral i una funció dels recintes de taula com a calendari. Existeixen indicis de la importància de l'agricultura dels cereals en la cultura talaiòtica, ja des d'inicis del I mil·lenni aC, de forma que seria lògica la necessitat de conèixer amb exactitud el moment dels canvis d'estació. Els solsticis es podrien conèixer amb uns deu dies de marge d'error, marge suficient per a aquests objectius. La taula de Binisafullet, però, segons Hochsieder i Knösel, només reflecteix els alineaments de sortida i posta de sol en l'equinocci, i en canvi mostra alineaments amb efemèrides lunars, potser amb la idea de tenir un calendari lunar, més exacte que el solar. Les alineacions d'elements en els recintes de taula també podrien servir per a fixar efemèrides corresponents a festes o rituals.
Un altre aspecte a tenir en compte és que l'ombra de la taula vers els capitells dels murs sembla que podia jugar una gran importància, fos purament estètica o amb algun altre ús. A més, l'orientació pretendria jugar amb les ombres per alinear-les a certes efemèrides del calendari, que potser estarien relacionades amb rituals, cultes, o bé amb funcions eminentment pràctiques.
La interpretació arquoastronòmica de Hochsieder i Knösel ha estat criticada de forma contundent per José Lull.
També durant els anys noranta, Michael Hoskin planteja una hipòtesi arqueoastronòmica sobre els recintes de taula. Segons aquest autor, aquests edificis estarien orientats en funció de la constel·lació de Centaure.
L'arqueòleg Javier Aramburu-Zabala, per la seva banda, va observar que els diferents monuments prehistòrics propers d'un poblat (a Menorca la taula, talaiots, navetes, etc.) estan alineats amb molta freqüència, i que potser l'orientació de les taules respon a una voluntat d'alinear-les amb un talaiot proper o amb altres elements.

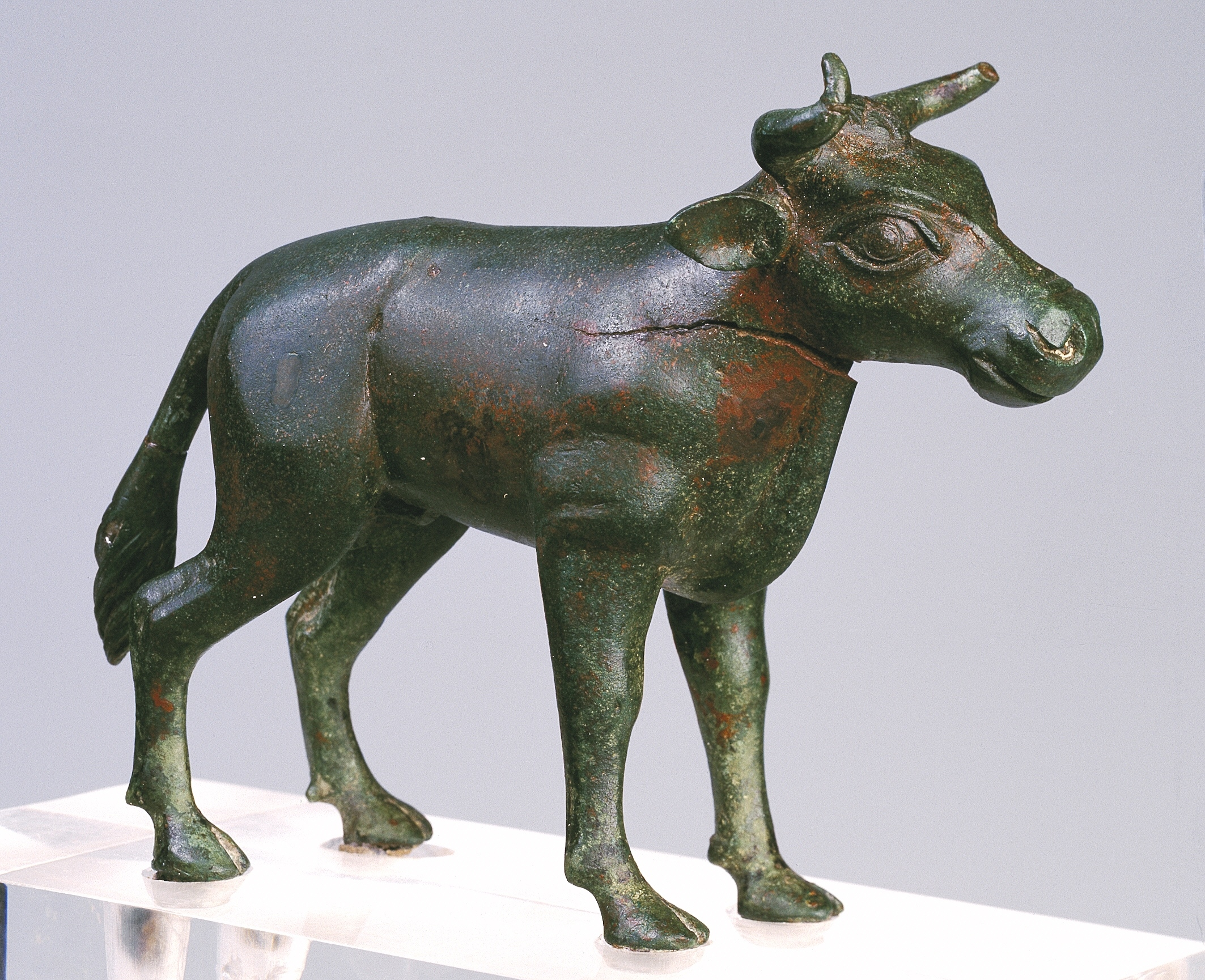
Figureta de bronze d'un brau trobada al recinte de Taula de Torralba d'en Salort (Alaior, Menorca). Museu de Menorca

A finals del segle xx, altres autors van reprendre la hipòtesi del culte taurolàtric plantejada per Mascaró Pasarius. La troballa d'un petit brau de bronze als peus de la taula de Torralba d'en Salort sembla recolzar aquesta hipòtesi. Les representacions de braus són freqüents a les Balears durant l'Edat del Ferro. Els exemples més coneguts són els bous de Costitx fets de bronze i trobats a l'interior d'un santuari talaiòtic a Mallorca.
Per altra banda, van aparèixer també alguns estudis que estudiaven les dimensions i proporcions de les taules, relacionant-les amb aspectes de la geometria pitagòrica. Malgrat tot, aquestes interpretacions no solen considerar detingudament el context arqueològic de les taules, i no han tingut gaire seguiment entre els prehistoriadors.

### Segle XXI
Tot i que alguns investigadors ja havien plantejat la forta influència púnica que hi podia haver darrera els recintes de taula, aquesta proposta no havia tingut gaire seguiment pels arqueòlegs. Actualment aquesta idea s'ha tornat a posar sobre la taula degut al treball de Joan C. de Nicolás i al Proyecto Modular (Universitat d'Alacant) dedicat a resaltar la influència púnica dins l'arquitectura talaiòtica. De Nicolàs planteja que la taula és en si mateixa un betil, representació de la casa dels déus i que seria un element de forta influència púnica. Aquesta teoria es veu reforçada pel conjunt de materials documentats arreu dels diferents recintes, com ara peveters amb forma de divinitat femenina tipus Deméter o Tannit documentades a Torralba i sa Torreta, la figureta de bronze de tipus egipci d'Imhotep a Torre d'en Galmés, les representacions d'animals com el brau i el cavall de Torralba vinculats a Baal i Astarté, els epígrafs de Son Catlar, etc.
Un dels darrers treballs publicats sobre els recintes de taula proposa que existeix un paral·lelisme entre la seva estructura i la dels habitatges del talaiòtic final. D'acord amb aquesta hipòtesi, la posició de la taula dins del recinte és equivalent a la ubicació de la porta que dona entrada a l'habitació nord dins de les cases. Aquesta habitació és la més important dels habitatges i la seva porta sol presentar característiques monumentals. Així, la taula seria la representació simbòlica d'una porta, en la que la llosa vertical representaria la obertura i la pedra horitzontal representaria la llinda.

## Comparació amb els santuaris talaiòtics mallorquins
Els recintes de taula recorden, per la forma de la seva planta, a alguns edificis religiosos del període talaiòtic de Mallorca. Malgrat tot, els edificis mallorquins mai presenten l'element central que dona nom als recintes de taula menorquins. És possible que un dels motius d'aquesta diferència siguin les diferents característiques geològiques d'ambdues illes: a Mallorca són poc freqüents les formacions calcàries en capes que van permetre als talaiòtics menorquins extreure les grans lloses de pedra usades en la construcció d'aquests edificis. A Mallorca es coneix un únic santuari talaiòtic que presenta un element monolític central de grans dimensions: el santuari de Sa Punta des Patró, situat a la badia d'Alcúdia.

## Poblats talaiòtics amb recinte de taula
Alfurinet, Algaiarens, Bellaventura, Biniac Vell, Binicrodell Nou, Binimaimut, Binimassó, Binissafúller, Cavalleria, Cotaina, Es Tudons, La Beltrana, Sa Torreta de Tramuntana, Sant Agustí Vell, Son Angladó, Son Bernardí, Son Catlar, Son Olivaret Nou, Son Rotger, Talatí de Dalt, Torralba d'en Salort, Torralbenc Vell, Torre d'en Galmés, Torrellafuda, Torrellisà, Torretrencada, Torrevella d'en Lozano i Trepucó.

## Candidatura de la Menorca Talaiòtica a patrimoni mundial
Actualment, una selecció de jaciments prehistòrics de Menorca opten a ser declarats patrimoni de la humanitat per la UNESCO, sota el nom de Menorca Talaiòtica. Els jaciments en qüestió són: Necròpolis de Cala Morell, Naveta des Tudons, Es Castellàs des Caparrot de Forma, Ses Roques Llises, Trepucó, Poblat talaiòtic de Torralba d'en Salort, Cova des Càrritx, Taula de Torrellisar, Hipogeu de Torre del Ram, Hipogeus de Biniai Nou, Monument de na Comerma de sa Garita, Naveta de Biniac Oriental, Navetes de Rafal Rubí, Necròpolis i Es Castellet de Calescoves, Poblat de Son Mercer de Baix, Poblat talaiòtic de Binissafúller, Poblat talaiòtic de Montefí, Sa Cudia Cremada, Poblat talaiòtic de Sa Torreta, Poblat talaiòtic de Sant Agustí, Poblat talaiòtic de Torrellafuda, Poblat talaiòtic de Torretrencada, Sala hipòstila des Galliner de Madona, So na Caçana, Sepulcre de Son Olivaret, Talaiot de Torelló, Talaiot de Trebalúger, Poblat de Cala Morell, Torre d'en Galmés, Cornia Nou